# ムニエル
ムニエル（フランス語: meunière）は、魚の調理法のひとつ。

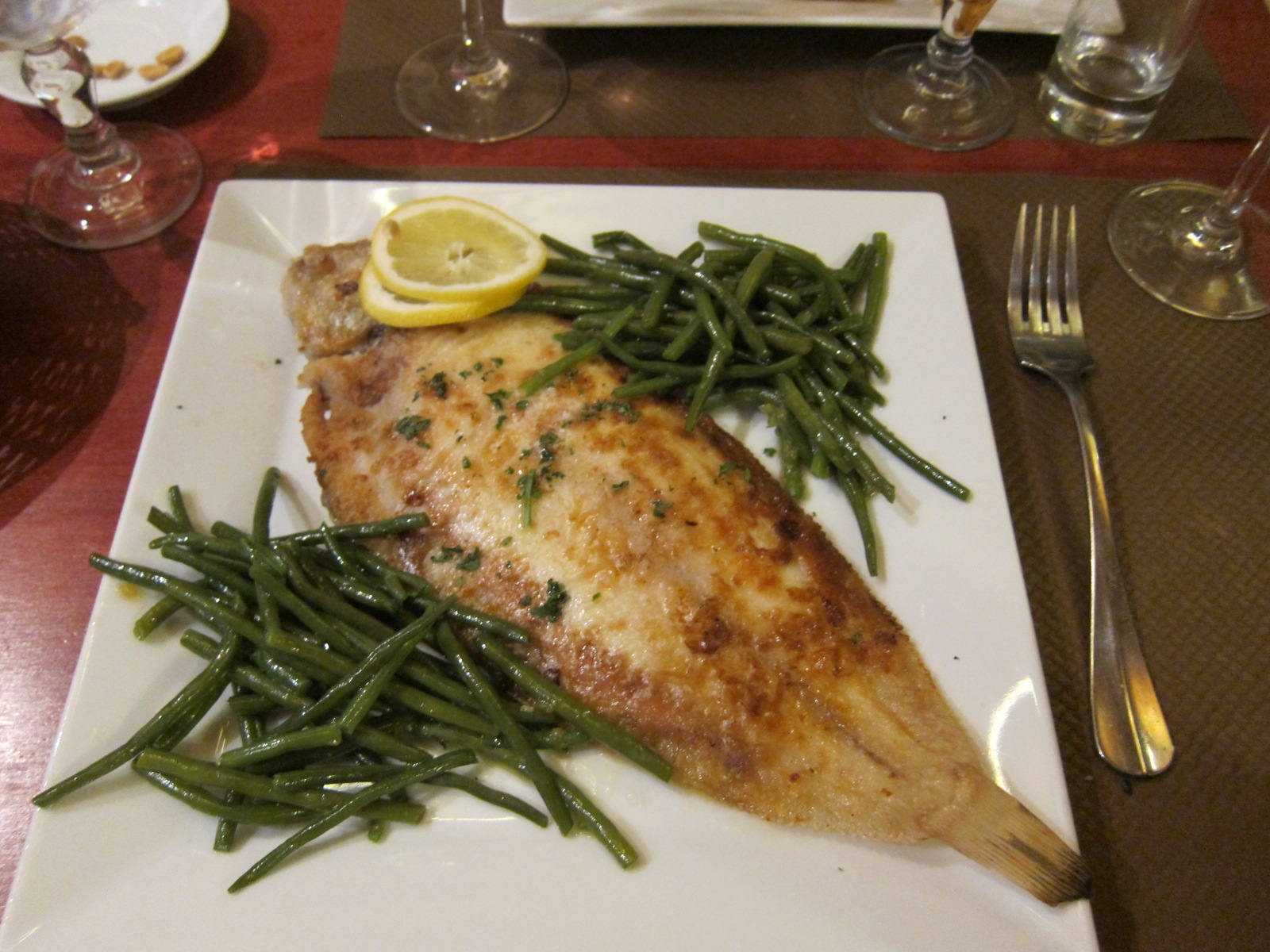
シタビラメのムニエル　サヤインゲン添え

魚の切り身に塩・コショウで下味をつけ、小麦粉などの粉をまぶし、バターで両面を焼いた後、レモン汁を振りかける。外側のカリッとさせた食感と、中の柔らかい身の違いが好まれる。ウシノシタ（舌平目）やスズキやなどの白身魚や、マス・サケ類がよく用いられる。
レモンソースの他にバルサミコソースやタルタルソースをかける場合もある。ホワイトソース（ベシャメルソース）や、オーロラソース、醤油風味のソースが用いられることもある。

## 歴史
ある日、フランスの粉専門店の娘が、魚を料理している際にうっかり粉の中に魚を落としてしまい、そのまま焼いてみたところ、美味だったためこの調理法が広がったという説がある。

## 意味
「ムニエル」とはムニエ（仏: meunier、粉屋または製粉業者）の女性形で、「○○・ア・ラ・ムニエール」は、「○○の粉屋または製粉業者のおかみ風」（○○には魚の名前が入る）という意味である。例えば、舌平目のムニエルはフランス語で sole à la meunière（ソール・ア・ラ・ムニエール）である。